# Lee Hak-Rae
Lee Hak-Rae (en hangul: 이학래) (Corea del Sud, 1936) és un judoka sud-corèa, ja retirat, que posteriorment fou àrbitre.
Va néixer el 26 de desembre de 1936 en una ciutat desconeguda de Corea del Sud.
Inicià la pràctica del judo de ben petit, esdevenint entrenador de l'equip nacional del seu país l'any 1967. El 1975 va esdevenir àrbrite internacional i en els Jocs Olímpics d'Estiu de 1988 celebrats a Seül (Corea del Sud) fou l'encarregat de realitzar el jurament olímpic en la cerimònia inaugural dels Jocs per part dels jutges.